# Kościół we Frankfurcie nad Odrą-Rosengarten
Kościół we Frankfurcie nad Odrą-Rosengarten (niem. Kirche im Ortsteil Rosengarten) – protestancki kościół, zlokalizowany w Niemczech, na terenie Frankfurtu nad Odrą, w części miasta Rosengarten. Należy do Wspólnoty Kościoła Ewangelickiego Frankfurt nad Odrą - Lebus (Lubusz).

## Historia
Pierwszy kościół we wsi został zniszczony podczas wojny trzydziestoletniej. Zastąpił go obiekt szachulcowy, który wzniesiono w latach 1664-1666. Przetrwał on do 1903, kiedy to został rozebrany. 
Obecna świątynia została wystawiona przez właściciela lokalnych dóbr ziemskich, Rudolfa Schulza. Jest to halowa, prostokątna, otynkowana budowla neobarokowa. Jej projektantem był architekt Gustav Hauer. Kościół został konsekrowany w 1903, w Święto Dziękczynienia. Wyposażenie wnętrza zachowało się i pochodzi z okresu budowy. Organy są dziełem frankfurckiego organmistrza, Wilhelma Sauera. 

## Pomniki
Przy kościele stoją dwa pomniki, które upamiętniają:
- poległych w I wojnie światowej mieszkańców gminy Rosengarten,
- poległych w II wojnie światowej członków rodzin z Rosengarten, a także zamordowanych w obozach NKWD po zakończeniu wojny[4].